# Sarıkaraman, Ortaköy
Sarıkaraman là một thị trấn thuộc huyện Ortaköy, tỉnh Aksaray, Thổ Nhĩ Kỳ. Dân số thời điểm năm 2010 là 1.64 người.